# جيم ليندساي (لاعب كرة قدم أمريكية)
جيم ليندساي (بالإنجليزية: Jim Lindsey)‏ هو لاعب كرة قدم أمريكية أمريكي، ولد في 24 نوفمبر 1944 في كالدويل في الولايات المتحدة.

## وصلات خارجية
- جيم ليندساي على موقع مرجع كرة القدم المحترفة.كوم (الإنجليزية)